# Державний комітет природних ресурсів України
Державний комітет природних ресурсів України (Держкомприроди) —  колишній спеціально уповноважений центральний орган виконавчої влади з геологічного вивчення та забезпечення раціонального використання надр, а також топографо-геодезичної та картографічної діяльності.

## Історія
15 вересня 2003 року Указом Президента України Леоніда Кучми було реорганізоване Міністерство екології та природних ресурсів України у Міністерство охорони навколишнього природного середовища України та Державний комітет природних ресурсів України.
До комітету увійшли:
- Державна служба України з питань геодезії, картографії та кадастру;
- Державна геологічна служба України;
- Національна Акціонерна Компанія «Надра України».

27 грудня 2005 року Державний комітет природних ресурсів України було ліквідовано, а його функції та зобов'язання покладено на Міністерство охорони навколишнього природного середовища України.